# Chajim Kanievsky
Chajim Kanievsky (1928 Pinsk, Sovětský svaz – 2022 Bnej Brak, Stát Izrael) byl ultraortodoxní rabín.

## Rodina a život
Narodil se v rodině rabínského učence a ředitele ješivy Jakova Jisraela Kanievského původem z chasidské černobylské dynastie. Rodina Kanievských odešla do tehdejší Palestiny ještě před válkou v roce 1934. Zde Kanievského otec dosáhl pověsti významného židovského učence. Chajim Kanievsky studoval od útlého věku na předních židovských náboženských učilištích. Podle živých legend už od svých tří let studoval Tóru a Talmud a rabínské spisy denně až 17 hodin. Byl přezdívám "princ Tóry".
Roku 1948 narukoval do izraelské armády. Jinak ale byl vůdčí postavou ultraortodoxních židů včetně odtržení od světa moderních technologií.
Byl ženat s Batševou Ester Eljašiv (+2011), s níž vychoval osm dětí.

## Názory a postoje
Kontroverze vzbudil v souvislosti s pandemií covidu-19, když prohlásil, že se náboženské školy nesmějí za žádnou cenu uzavřít.
V závěrečných letech života opakovaně mluvil o brzkém očekávání příchodu Mesiáše.